# Народный поэт Латвийской ССР
Народный поэт Латвийской ССР (латыш. Latvijas PSR Tautas dzejnieks) — почётное звание Латвийской ССР, которое присваивалось латвийским советским поэтам, чьи произведения заслужили исключительную профессиональную оценку и получили всенародное признание. Было утверждено Указом Президиума Верховного Совета Латвийской ССР от 4 июля 1945 года, наряду с почётным званием «Народный писатель Латвийской ССР».

## Народные поэты Латвийской ССР
Звания «Народный поэт Латвийской ССР» в разные годы были удостоены:
- Райнис (1940, посмертно)
- Ян Судрабкалн (1947)
- Мирдза Кемпе (1967)
- Ояр Вациетис (1977)
- Имант Зиедонис (1977)